# Grudkowatość bowenoidalna
Grudkowatość bowenoidalna (łac. bowenoid papulosis, ang. bowenoid papulosis, BP) – rzadka choroba błon śluzowych narządów płciowych. Jest związana z zakażeniem wirusem brodawczaka ludzkiego. Należy do stanów przedrakowych, istnieje ryzyko przejścia bowenoid papulosis w raka kolczystokomórkowego prącia lub sromu.

## Inne nazwy
- wieloogniskowa barwnikowa choroba Bowena
- odwracalna atypia sromu
- bowenoidalna atypia sromu
- śródnabłonkowa neoplazja prącia/sromu
- multifocal indolent pigmented penile papules
- viral keratosis

## Etiologia
Wykazano związek choroby z infekcją wirusem brodawczaka ludzkiego: przede wszystkim typem HPV-16, rzadziej HPV-33 i HPV-34.

## Objawy i przebieg
Choroba objawia się zmianami grudkowymi, wieloogniskowymi. Grudki są płasko-wyniosłe, kilkumilimetrowej średnicy, różowe lub o lekko brunatnym odcieniu, o gładkiej powierzchni. Niekiedy zlewają się. Zlokalizowane są u mężczyzn głównie na żołędzi, u kobiet na wargach sromowych mniejszych i większych, w fałdach pachwinowych i w okolicy odbytu. 

Chory nie odczuwa dolegliwości w związku z objawami, niekiedy może wystąpić niewielki świąd. Przebieg jest przewlekły, choroba może ustąpić samoistnie. U kobiet często współistnieje z neoplazją sródnabłonkową szyjki macicy (CIN).

## Obraz histologiczny
Zróżnicowanie erytroplazji Queyrata z bowenoid papulosis jest bardzo trudne, także przy ocenie materiału histopatologicznego. W obrazie mikroskopowym obserwuje się przerost nabłonka z obecnością licznych, często nieprawidłowych figur mitotycznych, atypowe komórki z dużymi, hiperchromatycznymi i pleomorficznymi jądrami, komórki wielojądrowe i dyskeratotyczne. Występuje nieregularna akantoza i parakeratoza. Granica skórno-nabłonkowa jest zachowana, tak jak w chorobie Bowena i erytroplazji Queyrata, które są histologicznie rakami in situ.

## Różnicowanie
- kłykciny kończyste (condylomata acuminata)
- przerosłe brodawczaki (pigmented papillomas)
- liszaj płaski (lichen planus)
- znamiona barwnikowe płaskie
- mięczak zakaźny (molluscum contagiosum)
- choroba Bowena prącia lub sromu (erytroplazja Queyrata)

## Leczenie
Leczenie bowenoid papulosis polega na usunięciu zmian chirurgicznym lub przy użyciu krioterapii, lasera CO2, elektrokoagulacji.